# Camelia (film din 1954)
Camelia (titlul original: în spaniolă Camelia) este un film dramatic mexican, realizat în 1954 de regizorul Roberto Gavaldón, 
după romanul Dama cu camelii a scriitorului Alexandre Dumas, protagoniști fiind actorii María Félix, Jorge Mistral, Carlos Navarro, Ramón Gay. 

## Distribuție
- María Félix – Camelia
- Jorge Mistral – Rafael Torres
- Carlos Navarro – Armando
- Ramón Gay – Enrique Torres
- Renée Dumas – Nancy
- Miguel Ángel Ferríz – doctorul Del Real
- Fernando Casanova – prietenul lui Rafael
- Fanny Schiller –  Menajera Cameliei
- Florencio Castelló – Don Jacinto
- Carlos Múzquiz – Producător TV